# Miguel Ángel Rubiano
Miguel Ángel Rubiano (Bogotá, 3 de octubre de 1984) es un ciclista profesional colombiano. Actualmente corre para el equipo Colombia Tierra de Atletas-GW Bicicletas de categoría Continental.
La victoria más importante durante su carrera profesional es la etapa conseguida en el Giro de Italia de 2012 y el Campeonato Nacional de Ciclismo en Ruta en la ciudad de Cartagena en el año 2014.

## Biografía
Fue a competir a Europa en 2005 sin haber disputado las grandes competencias colombianas como el Clásico RCN o la Vuelta a Colombia. Se radicó en Italia y en 2006 fichó por el equipo Cerámica Panaria-Navigare.
En 2008 pasó al equipo Centri della Cazatura-Partizan de licencia serbia pero estructura italiana donde obtuvo buenos resultados. Para 2010, aunque se anunció su fichaje por el equipo ProTour español Footon-Servetto finalmente lo hizo por el equipo continental croata Meridian-Karmen.
En septiembre de ese año disputó el Clásico RCN en el equipo Super  Giros obteniendo la clasificación de la combatividad.
Para 2011 firmó con el equipo ítalo-japonés recientemente creado D'Angelo & Antenucci-Nippo, con quién consiguió una etapa del Tour de San Luis, una del Tour de Eslovaquia y el Tour de Hokkaido.
Cambió de equipo en 2012 y el Androni Giocattoli fue su nuevo destino, donde ya se encontraba su compatriota José Serpa. En su primera participación del año, en el Tour de San Luis (Argentina), se quedó con la clasificación de la montaña. En mayo del mismo año participa en el Giro de Italia ganando la sexta Etapa (Urbino-Porto Sant'Elpidio) tras una larga escapada del pelotón principal.
En el año 2014 ganó el Campeonato Nacional de Ciclismo en Ruta en la ciudad de Cartagena, lo cual le permitió llevar el maillot tricolor en las competencias de la temporada europea.

## Palmarés
2008
- 1 etapa en el Doble Sucre Potosí GP Cemento Fancesa
- 1 etapa del Tour de Eslovaquia

2011
- 1 etapa del Tour de San Luis
- 1 etapa del Tour de Eslovaquia
- Tour de Hokkaido, más 1 etapa

2012
- 1 etapa del Giro de Italia

2014
- Campeonato de Colombia en Ruta

2016
- 1 etapa de la Vuelta al Lago Qinghai

2018
- 1 etapa del Clásico RCN

## Resultados enGrandes Vueltasy Campeonatos del Mundo
| Carrera         | Carrera         | 2006  | 2007 | 2008 | 2009 | 2010 | 2011  | 2012 | 2013 | 2014  | 2015 | 2016 | 2017 | 2018 | 2019 | 2020 |
| --------------- | --------------- | ----- | ---- | ---- | ---- | ---- | ----- | ---- | ---- | ----- | ---- | ---- | ---- | ---- | ---- | ---- |
|                 | Giro de Italia  | 103.º | —    | —    | —    | —    | —     | 62.º | 45.º | 101.º | —    | —    | —    | —    | —    | —    |
|                 | Tour de Francia | —     | —    | —    | —    | —    | —     | —    | —    | —     | —    | —    | —    | —    | —    | —    |
|                 | Vuelta a España | —     | —    | —    | —    | —    | —     | —    | —    | —     | 70.º | —    | —    | —    | —    | —    |
| Mundial en Ruta | Mundial en Ruta | —     | —    | —    | 37.º | —    | 128.º | Ab.  | Ab.  | Ab.   | —    | —    | —    | —    | —    | —    |

—: no participa
Ab.: abandono

## Equipos
- Cerámica Panaria-Navigare (2006-2007)
- Centri della Calzatura (2008-2009)
- Meridiana-Kamen (2010)
- D'Angelo & Antenucci-Nippo (2011)
- Androni Giocattoli (2012-2013)
- Colombia (2014-2015)
- Coldeportes-Claro (01.01.2016-13.06.2016)
- China Continental Team of Gansu Bank (14.06.2016-31.12.2016)
- Coldeportes Zenú (2017-2019)
- Colombia Tierra de Atletas-GW Bicicletas (2020)